# Saint John (Granada)
Saint John é uma paróquia de Granada. É a segunda menor paróquia da ilha, com uma área total de 35 km² e uma população de 7 773 habitantes segundo o Censo de 2021. A maior concentração populacional é na faixa costeira da paróquia, tendo como principal povoamento local a vila de Gouyave.
Possui como limites ao norte com a paróquia de Saint Mark, a leste com Saint Andrew, ao sul com Saint George, e a oeste com o Mar do Caribe.  A paróquia possui uma representante na Câmara dos Representantes: Kerryne Zennelle James, eleita em 2022, pelo Congresso Nacional Democrático.

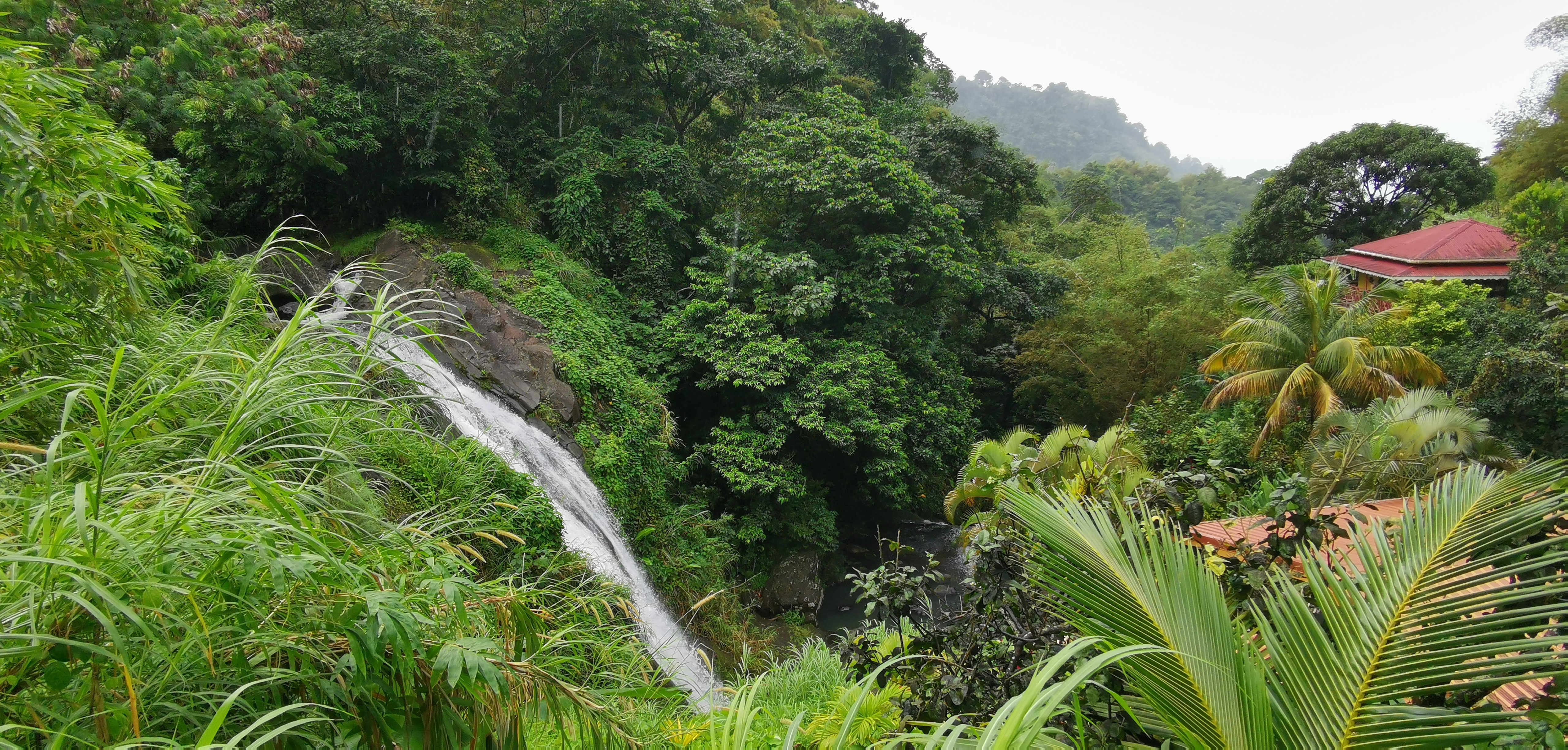
Cataratas de Concord, em Saint John.

A influência da ocupação francesa na região no século XVII é sentida até hoje, com diversas localidades carregando nomes franceses, como Clozier, Plaisance, Palmiste e a própria Gouyave (francês para goiaba). Alguns dos principais pontos turísticos de Saint John incluem as cataratas de Concord, a Estação de Processamento de Noz-moscada de Gouyave, e a praia de Black Bay, conhecida pela areia de cor negra devido à atividade vulcânica da ilha.